# غودغيرو (غوغر)
غودغیرو (بالفارسية: گودگیرو) هي قرية تقع في إيران في قسم غوغر الريفي. يقدر عدد سكانها بـ 233 نسمة بحسب إحصاء 2016.